# 桑野通子
桑野 通子（くわの みちこ、1915年1月4日 - 1946年4月1日）は、昭和初期の女優。本名は桑野 通（くわの みち）。スラリとした抜群のプロポーションとモダンな美しさで人気を博し、高峰三枝子や三宅邦子・高杉早苗らと共に戦前の若手銀幕スターとして一翼を担った。愛称はミッチー。娘は元女優の桑野みゆき。

## 来歴
東京市芝区三島町8番地（現・港区芝大門一丁目あたり）でトンカツ屋を営む父・半二郎、母・よしの長女として誕生する。4歳で母・よしが死去。1932年3月、三田高等女学校（現・三田国際学園高等学校）をトップクラスの成績で卒業後、森永製菓に入社し初代スイートガールとして販売促進・営業宣伝のため、全国の百貨店やキャンデーストアを巡る。1934年、赤坂溜池のダンスホール『フロリダ』で 人気ダンサーとして働いているときにスカウトされ松竹へ入社。同年11月封切の『金環蝕』でデビューを果たす。

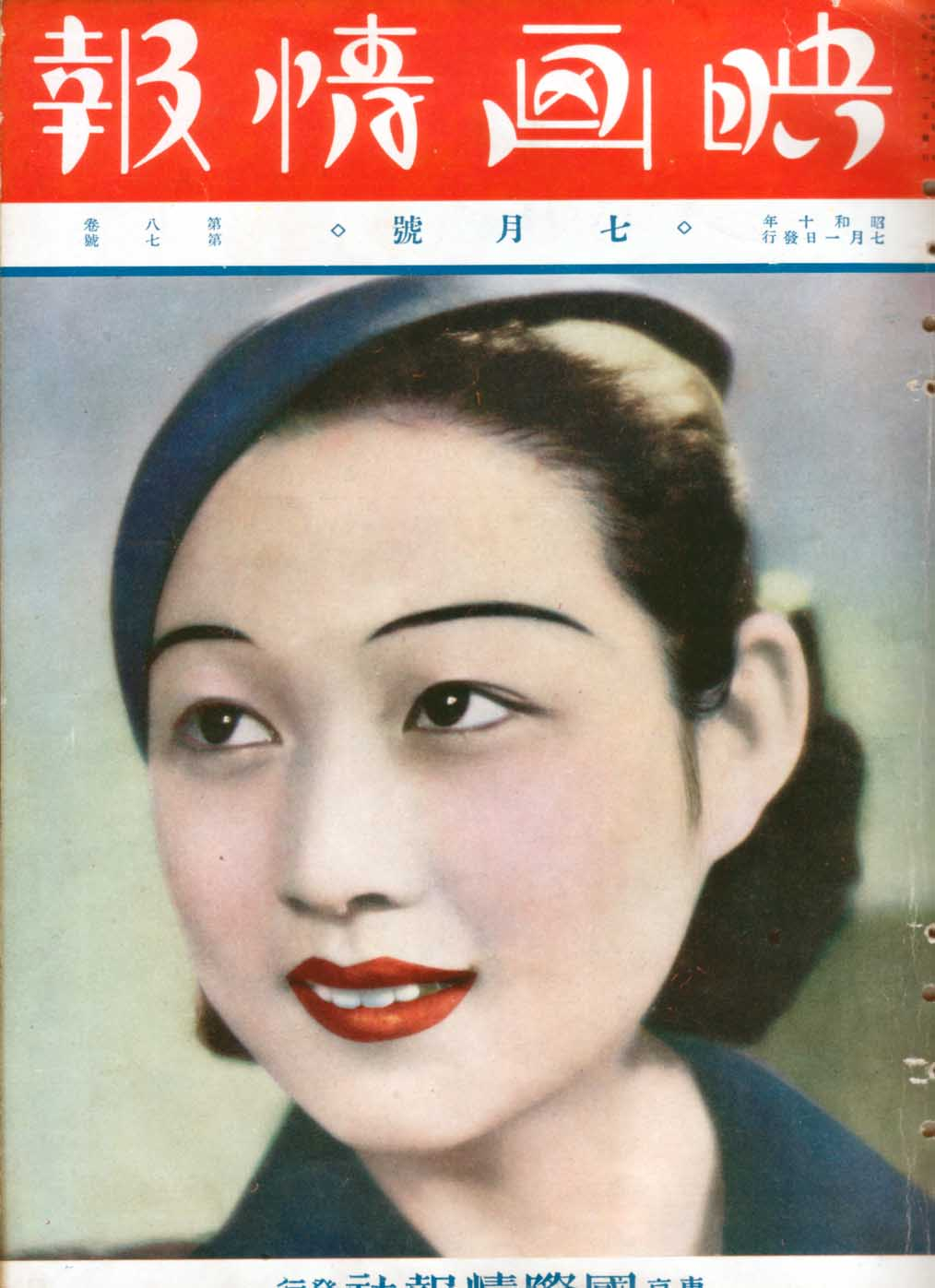
1935年

翌1935年には新入社の上原謙と「アイアイコンビ」として売り出し人気も上昇した。以後、小津安二郎や清水宏・島津保次郎など日本を代表する名監督の作品への出演を重ねた。1942年7月17日、森永製菓社員時代から社員同士で縁があった斎藤芳太郎との間に長女みゆきをもうける。なお斎藤芳太郎は妻子ある身であった。1946年、溝口健二監督の「女性の勝利」に出演するも、3月29日、大船撮影所にて撮影中にあとワンカットを残し突然倒れ大船病院に運ばれた。4月1日に子宮外妊娠による出血多量が原因で死去。31歳没。墓所は大田区了仲寺正蔵院と横浜市鶴見区光明寺。

## 人物
当時、若い女性達に憧れのスイートガールやダンサーといった、一見派手な経歴から自由奔放な女性だったと思われがちだが、実際の人柄は寡黙でおとなしく控えめだったという。いっぽう1937年の秋に自動車免許を取得し、趣味はドライブといった行動的な面も持ち合わせ、銀座でダットサンを乗り回し松屋前で接触事故をおこすエピソードがある。

## 出演作品

### 映画
- 金環蝕（監督：清水宏、1934年）
- 恋愛修学旅行（監督：清水宏、1934年）
- 東京の英雄（監督：清水宏、1935年）

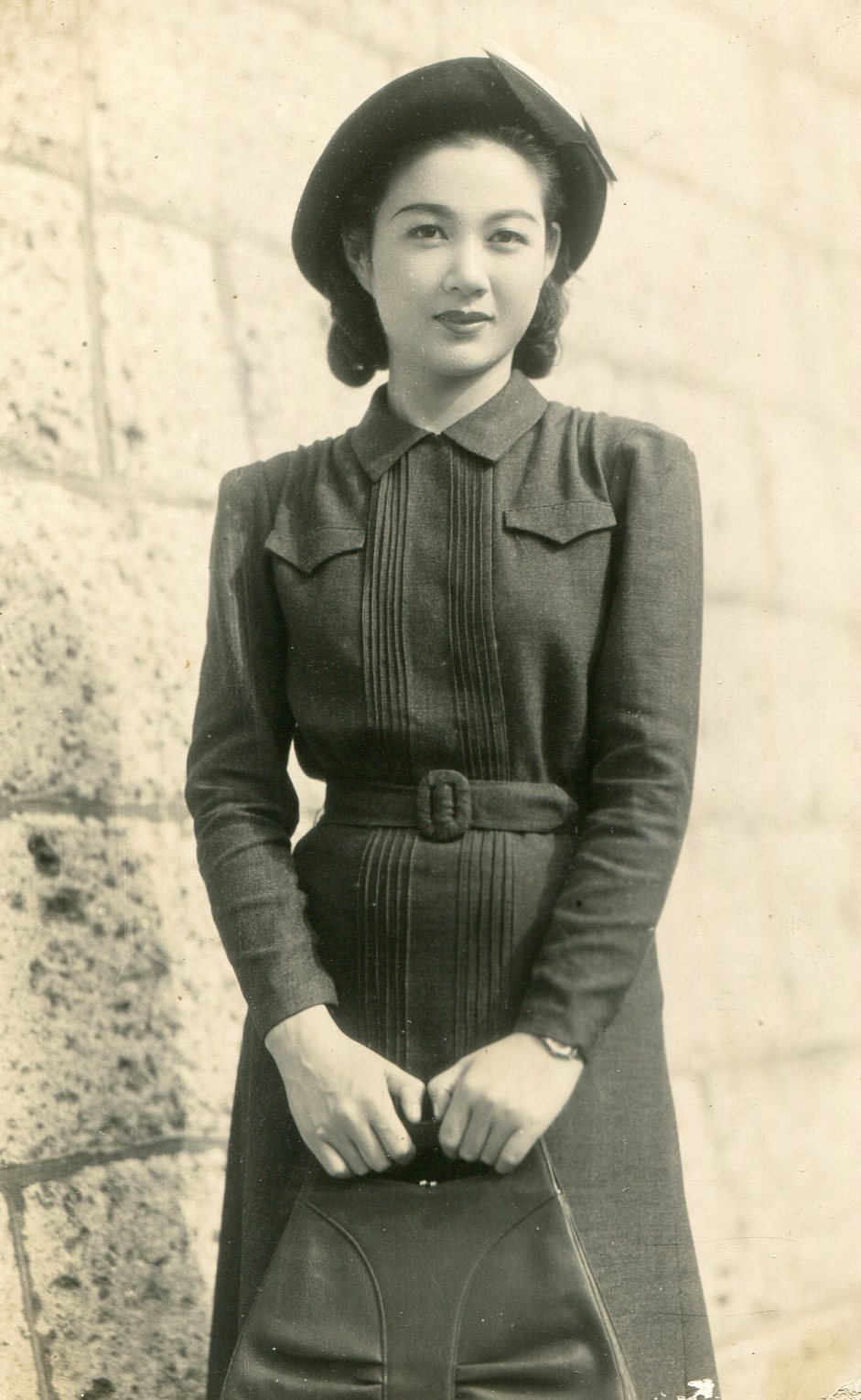
戦前のブロマイド

- 彼と彼女と少年達（監督：清水宏、1935年）※主演作
- 感情山脈（監督：清水宏、1936年）※主演作
- 有りがたうさん（監督：清水宏、1936年）
- 家族会議（監督：島津保次郎、1936年）
- 男性対女性（監督：島津保次郎、1936年）
- 淑女は何を忘れたか（監督：小津安二郎、1937年）
- 恋も忘れて（監督：清水宏、1937年7月1日）※主演作
- 男の償ひ・前後篇（監督：野村浩将、1937年）
- 進軍の歌（監督：佐々木康、1937年）
- 蛍の光（監督：佐々木康、1938年4月14日）
- 家庭日記（監督：清水宏、1938年9月29日） - 卯女
- 向日葵娘（監督：佐々木啓祐、1939年）
- 新女性問答（監督：佐々木康、1939年）※主演作

- 兄とその妹（監督：島津保次郎、1939年）
- 続愛染かつら（監督：野村浩将、1939年）
- 波濤（監督：原研吉、1939年）※主演作

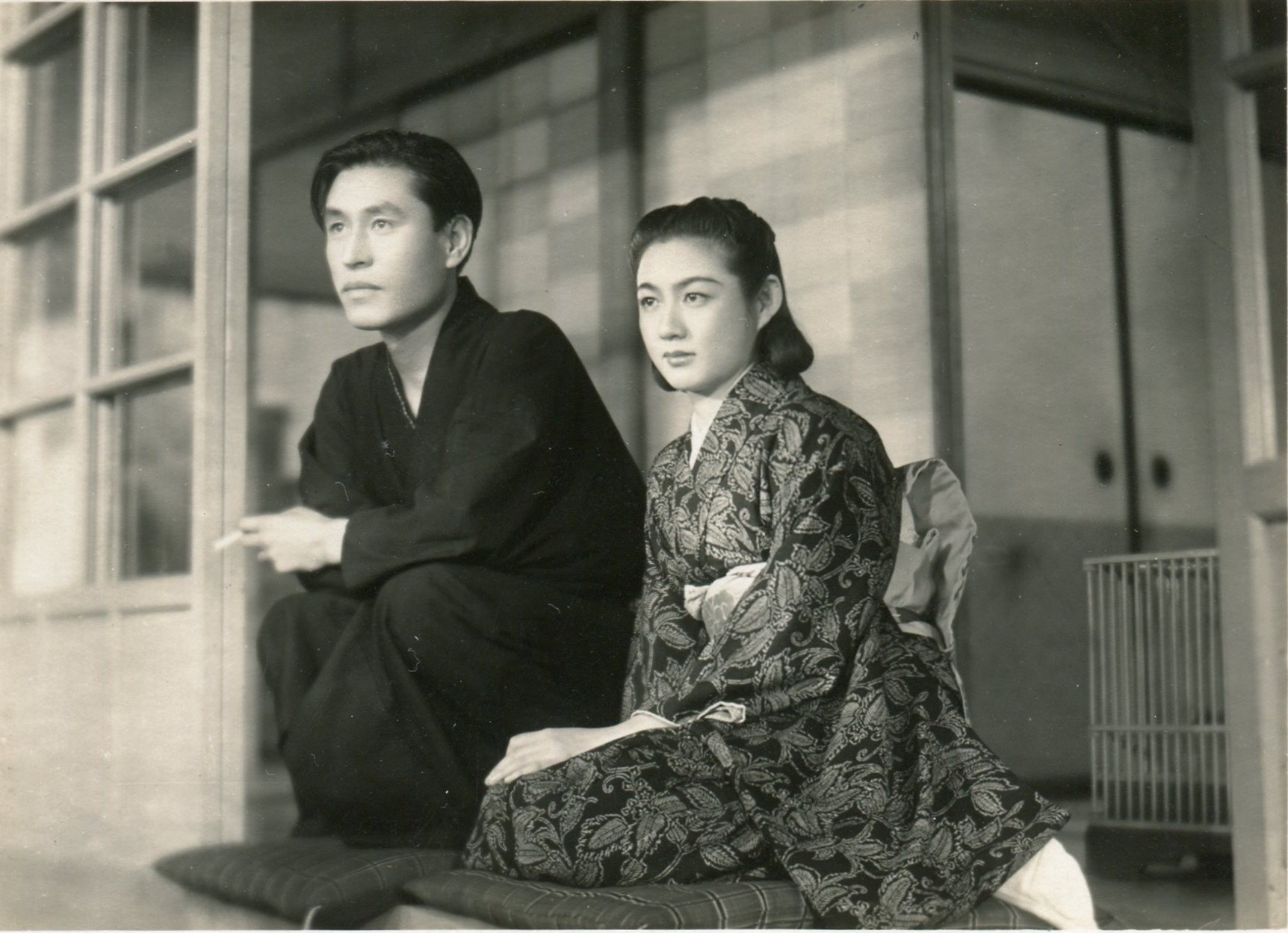
『戸田家の兄妹』。左は佐分利信

- 愛染かつら 完結編（監督：野村浩将、1939年）
- 愛の暴風（監督：野村浩将、1940年）
- 西住戦車長伝（監督：吉村公三郎、1940年）
- 元気で行かうよ（監督：野村浩将、1941年）
- 戸田家の兄妹（監督：小津安二郎、1941年）
- 新たなる幸福（監督：中村登、1942年）
- をぢさん（監督：渋谷実、原研吉、1943年）
- 假面の舞踏-秘話ノルマントン号事件-（監督：佐々木啓祐、1943年）
- 不沈艦撃沈（監督：マキノ正博、1944年）
- 伊豆の娘たち（監督：五所平之助、1945年）

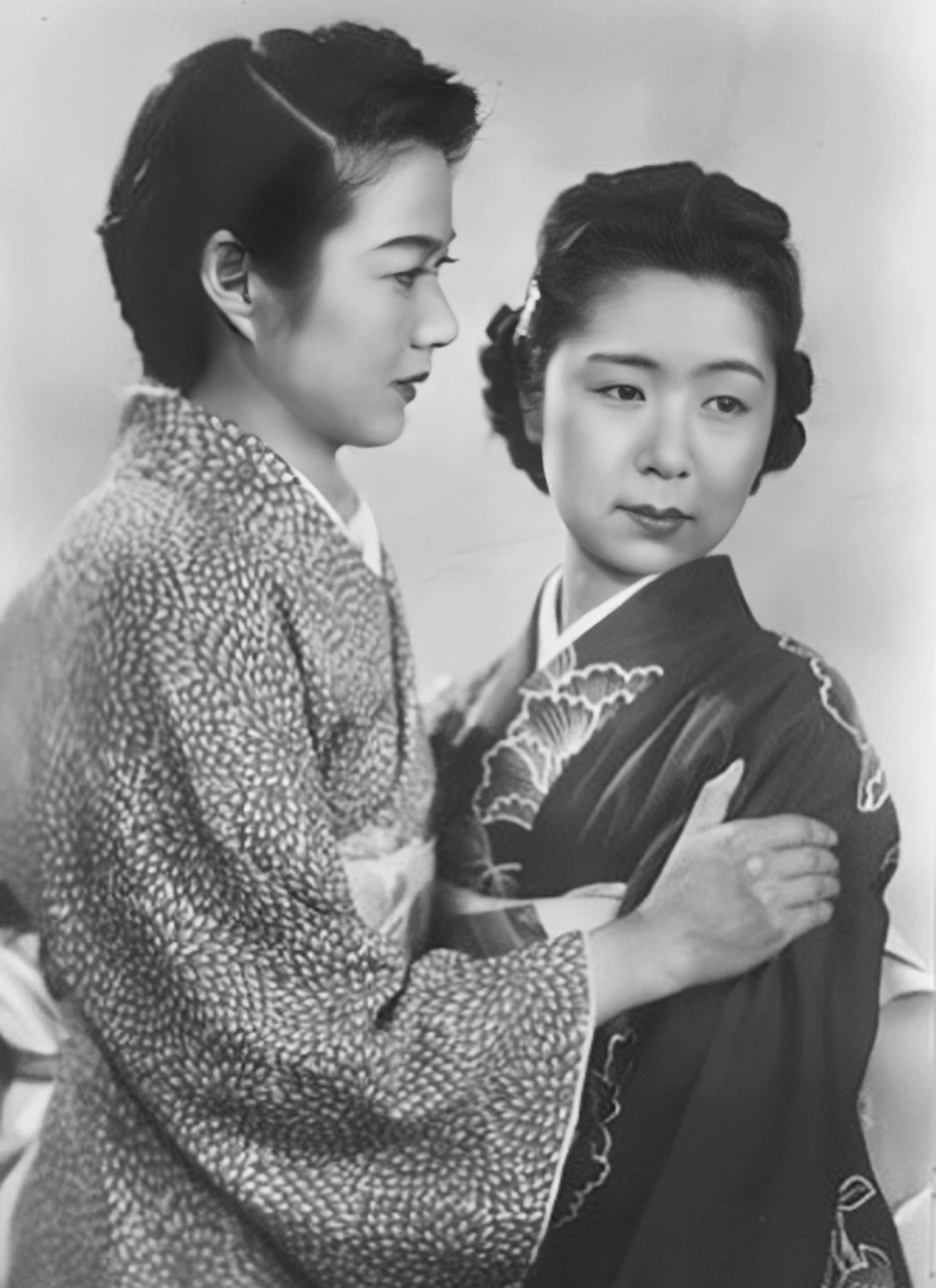
遺作となった『女性の勝利』（1946年）田中絹代（右）と

- 女性の勝利（監督：溝口健二、1946年）